# Memecylon discolor
Memecylon discolor là một loài thực vật thuộc họ Melastomataceae. Đây là loài đặc hữu của Sri Lanka.